# Inge Vermeulen
Inge Joanna Francisca Vermeulen (Americana, 6 januari 1985 – Utrecht, 10 januari 2015) was een Nederlands hockeyinternational, die negen officiële interlands heeft gekeept voor de Nederlandse vrouwenploeg. Later speelde ze voor Brazilië.

## Clubhockey

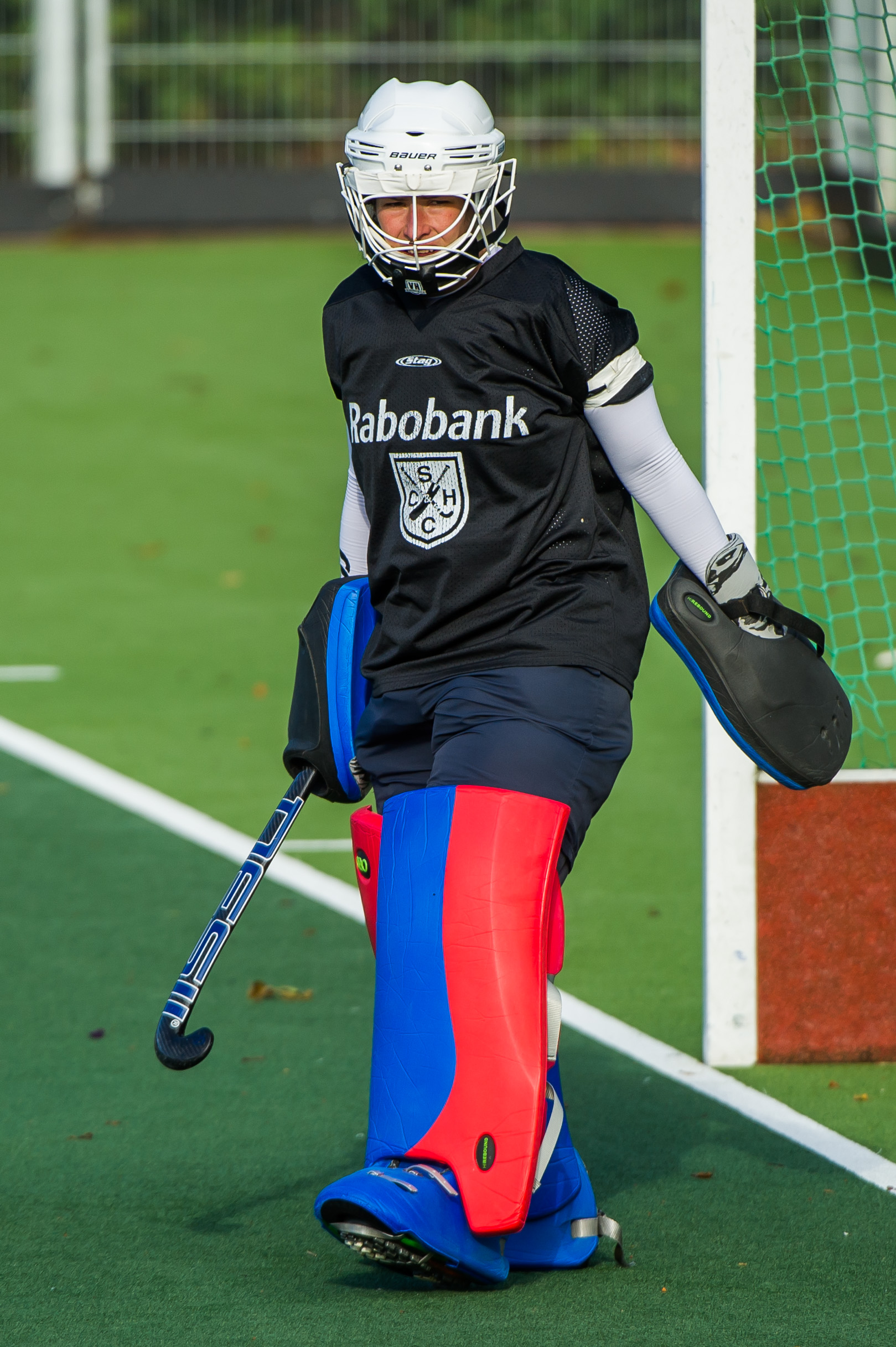
Inge Vermeulen tijdens AHBC - SCHC op 2 november 2014

Vermeulen begon bij HBS waar ze in de jeugd van linksachter naar de positie van doelvrouw wisselde. In haar jeugd was ze ook talentvol in judo. Ze ging naar Bloemendaal waar ze in 2003 bij de selectie van het eerste team kwam en een jaar later debuteerde. In de zomer van 2007 maakte de doelverdedigster een overstap van overgangsklasser Bloemendaal naar hoofdklasser Stichtse Cricket en Hockey Club uit Bilthoven, haar laatste club. In het seizoen 2007-2008 reikte de damesselectie van de club, met Vermeulen op doel, voor het eerst in het bestaan tot de play-offs om de nationale titel. 

## Internationaal
Vermeulen kwam uit voor verschillende vertegenwoordigende Nederlandse jeugdselecties. Zij maakte haar debuut voor Oranje op 8 april 2008 in de met 2-1 gewonnen oefeninterland tegen Duitsland te Vught. In de zaal keepte ze vijf interlands tijdens het Eurohockey Indoor Nations kampioenschap 2008 te Almería (Spanje). Op 27 januari 2008 werd in een wedstrijd tegen Schotland de bronzen medaille behaald (4-1). In 2009 won ze met Oranje brons op de Champions Trophy in Sydney. In 2010 speelde Vermeulen voor het laatst voor Oranje.
Vanaf 2012 ging ze spelen voor de Braziliaanse vrouwenhockeyploeg met als doel deelname aan de Olympische Zomerspelen 2016 in dat land. Vermeulen nam deel aan de South American Championship 2013. Het team verwierf hier de vierde plaats en Vermeulen werd uitgeroepen tot beste doelvrouw van het toernooi. en de South American Games 2014 (vierde plaats). Vermeulen was tevens keeperstrainer bij de Braziliaanse mannenploeg.

## Persoonlijk
Vermeulen werd in 1985 geboren in Brazilië en als baby geadopteerd door een Nederlands gezin. Vermeulen heeft enkele jaren psychologie gestudeerd. Op 10 januari 2015 ontnam zij, vier dagen na haar 30e verjaardag, zichzelf het leven. Zij speelde op dat moment voor SCHC in Bilthoven.

## Erelijst
Beste keepster in de Nederlandse Hoofdklasse seizoen 2007/2008.
- Eurohockey Indoor Nations kampioenschap 2008 te Almería (Spanje)
- Champions Trophy 2009 te Sydney (Aus)
- EK hockey 2009 te Amstelveen (Ned)